# РАФ-251
РАФ-251 — автобус вагонной компоновки с деревянным каркасом и металлической обшивкой на удлинённом шасси ГАЗ-51. Первая самостоятельная модель РАФа.

## История
Разработан в 1954 году Рижским автобусным заводом, с ноября 1955 началось серийное производство. Номер 251 согласно так называемой Единой системе нумерации деталей, узлов и агрегатов и моделей автомобилей изначально предназначался для Новосибирского автомобильного завода, который был передан в ведение Министерства химической промышленности и достроен как Новосибирский завод химконцентратов. В 1959 в связи с передачей заводу РАФ диапазона индексов моделей 975—999, модель переименовали в РАФ-976 и передали на Рижский авторемонтный завод № 1. Фактически, с этого момента автомобили производились на 2-м Рижском авторемонтном заводе (АРЗ № 2) как РАФ-976, с незначительно изменённой оптикой, до начала 1960-х годов, после чего вплоть до начала 1990-х годов производился их капитальный ремонт, в том числе и с заменой кузова на новый.
Предшественник — РАРЗ-651. Преемник — РАФ-10.

## Конструкция
Двигатель расположен рядом с водителем в салоне. Рулевая колонка укорочена и находится почти вертикально, все педали управления, ручной тормоз и рычаг переключения передач были перемещены. Поскольку передняя ось имеет значительно больший вес, передние листовые рессоры усилены двумя слоями каждая. Пол сделан из обработанной фанеры толщиной 15 мм, на которую уложен линолеум. На крыше установлены два воздухозаборника для лучшей вентиляции салона. Автобус оснащён радиостанцией от Москвича-400. Антенна была на крыше, а колонки — в перегородке между сиденьем водителя и салоном. Для освещения салона применены фары от ЗИМ (ГАЗ-12). Опытные образцы имели закрытые колёсные арки, но это не было принято в серийное производство. Автобусы первых выпусков отличались иной решёткой радиатора.
В основном машины предназначались для работы на местных маршрутах в Прибалтике, поэтому они имели две двухстворчатые автоматические двери. Со временем самым массовым стал служебный РАФ-251С с одной распашной дверью посередине. Кроме этого, производили укороченную версию автобуса для небольших населённых пунктов.

## Модификации
- РАФ-251С — служебный, одна пассажирская дверь, 27 мест только для сидения. Эта модель была предназначена для сельской местности, где меньше остановок, а более высокая пассажировместимость важнее, чем быстрая посадка и высадка.
- РАФ-251Т — грузопассажирское такси (14 человек + 800 кг).
- РАФ-251Т — грузопассажирское такси с кузовом пикап[1].
- РАФ-975 — тот же РАФ-251, производившийся на 2-м Рижском авторемонтном заводе (АРЗ № 2) с 1958 года. И название, и логотип от РАФа.
- РАФ-976 — модернизированная версия РАФ-975. Внешне модели различались только модифицированной решёткой радиатора.
- РАФ-976M — Рижский авторемонтный завод № 2 построил в 1967 году совершенно новый автобус с цельнометаллическим кузовом и новым дизайном. Предлагалось место для 30 пассажиров[2].

## В игровой и модельной индустрии
Масштабная модель автобуса в масштабе 1:43 выпущена в серии «Наши автобусы» от фирмы Modimio.